# کارتر آری
کارتر آری (به انگلیسی: Carter Arey) (متولد ۱۹۸۹) بازیکن بسکتبال با ویلچر آمریکایی است.
کارتر آری در کلمبیا، در ایالت میسوری آمریکا متولد شد. آری در دبیرستان راک بریج در کلمبیا تحصیل کرد و سرانجام در دانشگاه میسوری ادامه تحصیل داد. قبل از ثبت نام در دانشگاه میسوری، آری با شناسنامه یکی از دوستان خود وارد مرکز تفریحی دانشگاه شد. در آنجا، سرمربی تیم بسکتبال با ویلچر به آری نزدیک شد. آری برای بازی در این تیم، برای نیمسال سال بعد مدرسه خود را تغییر داد.